# VTT
Teknologiska forskningscentralen VTT Ab, finska: Teknologian Tutkimuskeskus VTT Oy, är ett icke vinstdrivande myndighet och aktiebolag som ägs och kontrolleras av den finska staten. VTT erbjuder tjänster inom forskning, innovation och kunnande till inhemska och internationella kunder och partner, både inom privata och offentliga sektorn. VTT är en del av Finlands innovationssystem och hör till arbets- och näringsministeriets förvaltningsområde. VTT-koncernen har fyra dotterbolag: VTT Expert Services Ltd, VTT Ventures Ltd, VTT International Ltd och VTT Memsfab Ltd.
VTT har flera unika FoU-faciliteter, bl.a. Bioruukki, som är den största pilot- och forskningsfaciliteten i Norden, PrintoCent, världens första pilotfabrik för printad intelligens och industrialisering av elektronik samt RoViR, Remote Operations and Virtual Reality.
36% av VTT-koncernens omsättning kommer från offentliga sektorn i Finland, 32% från privata sektorn i Finland och 32% från offentliga och privata aktörer utanför Finland

## Historik
VTT grundades 1942 för att utföra vetenskapligt arbete och öka tillverkningen under krigstiden. VTT har alltid haft en nyckelposition inom utveckling av ny teknologi och tillämpning av den i Finland. VTT arbetar i nära samarbete med tekniska universitet och andra finska och internationella partner. I dag är VTT en mångteknologisk organisation vars forskning och utveckling täcker samtliga fält inom teknologi. Digitalisering och hållbarhet är två styrande trender inom VTT:s forskningsarbete. VTT:s huvudkvarter finns i Otnäs, Esbo.
Exempel på VTT:s forsknings- och utvecklingsarbete är teknologi för förstärkt verklighet, utveckling av nya bakteriestammar för förbättrad produktion av etanol, medicinsk bilddiagnostik som kan diagnosticera hudcancer, utveckling av roll-to-roll-printade inverterade organiska solceller samt nya lösningar för att bygga nära-nollenergi-samhällen.
Kunder anser att VTT har en hög genomslagskraft. 68 % har rapporterat om ökad konkurrenskraft som följd av VTT:s nyckelsamarbete med VTT.

## VTT:s centrala teknologiområden
VTT:s organisation består av tre affärsområden:
1. Kunskapsintensiva produkter och tjänster
- fokusområden: industriella internet, digital hälsa och det ständigt uppkopplade samhället
2. Smart industri och energisystem
- fokusområden: maskinerier och automation, effektiv energi och smarta städer
3. Lösningar för naturresurser och miljö
- fokusområden: bioekonomi, cirkulär ekonomi och cleantech.

## Internationellt samarbete
I åratal har VTT varit Finlands mest aktiva deltagare i EU-finansierade forskningsprojekt. VTT deltar i över 400 internationella forskningsprojekt varje år. VTT spelar en nyckelroll i finska och internationella innovationssamarbeten. 96 % av svarandena i VTT:s kundenkät sa att samarbete med VTT hjälpte att bygga nätverk. Över 30 % av VTT:s omsättning kommer från offentliga och privata sektorn utanför Finland.

## Statistik
VTT har 2 470 anställda (2015), varav över 80% har universitetsutbildning. VTT har 1 200 patent i sin patentportfölj och ger ut 1 500 publikationer årligen.